# Ле Вассёр, Жан-Шарль
Жан-Шарль Ле Вассёр, также Левассёр (фр. Jean-Charles Le Vasseur, Levasseur; 21 октября 1734, Абвиль — 29 ноября 1816, Париж) — французский гравёр и издатель эстампов.

## Биография
Жан-Шарль был выходцем из старинной семьи в графстве Понтьё (Северная Франция), ещё в юности намеревался посвятить себя искусству и в возрасте девятнадцати лет приехал в Париж, чтобы изучать искусство гравирования у Жака Фирмена Боварле, а затем у Жана Долле.
Ле Вассёр гравировал в основном по живописным оригиналам французских художников. Стремясь варьировать свой подход к гравюре в соответствии со стилем и манерой разных живописцев, доверявших ему свои картины, он последовательно обращался к различным приёмам использования линий и перекрёстного штриха в техниках офорта и резца.
В 1770 году он создал гравированный портрет Марии Антуанетты по картине Йозефа Кранцингера и Жозефа Дюкре, который был опубликован вскоре после свадьбы принцессы с дофином. Франции. В 1771 году Ле Вассёр был принят в Королевскую академию живописи и скульптуры с произведением «Диана и Эндимион» по оригиналу Ш. А. Ван Лоо. Затем он создал большое количество работ, принесших ему заслуженную известность.
Художником, которому он, по-видимому, отдавал предпочтение, был Жан-Батист Грёз. Среди прочих он опубликовал гравюры по картинам Грёза «Свекровь», «Вдова своего священника», «Молочница», «Таис, или Прекрасная кающаяся грешница», «Разорванное завещание».
Ле Вассёр был деканом Академии живописи и скульптуры и не стремился ни к какой другой должности, кроме той, которую он занимал. Чуждый интригам, он всегда отдавал должное заслугам своих коллег и давал убежище священнослужителям во время революции, которая отняла у него большую часть состояния. Тем не менее Ле Вассёр продолжал работать, ожидая и совершенствуя своё искусство, лучших времён, чтобы вывести на свет свои последние произведения. Будучи искусным рисовальщиком, он подготовил множество учеников, которые стали известными мастерами.

## Галерея

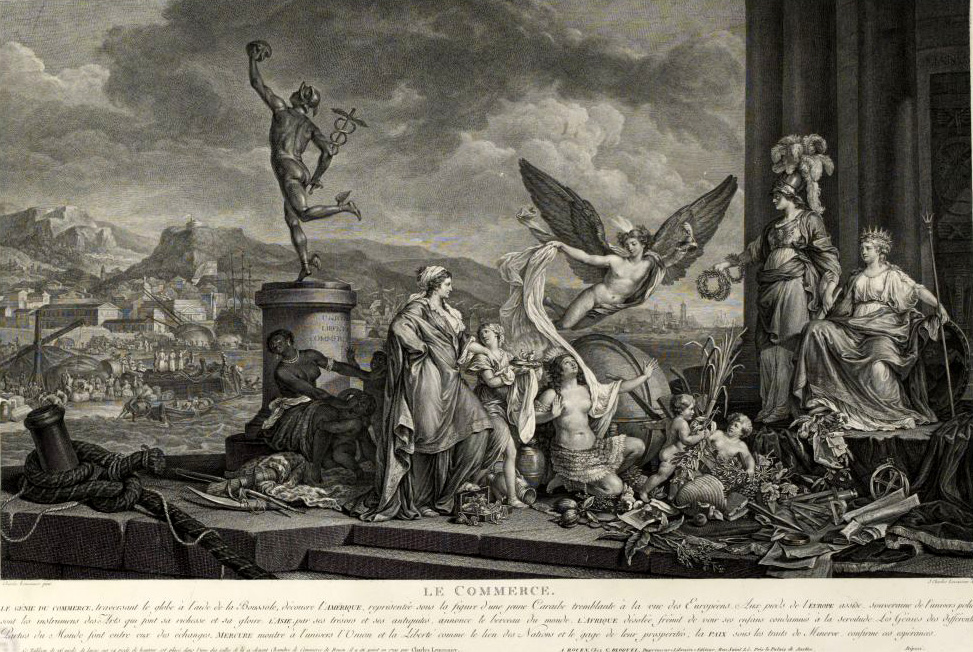
Аллегория коммерции. По оригиналу А.-Ш.-Г. Лемонье. 1791
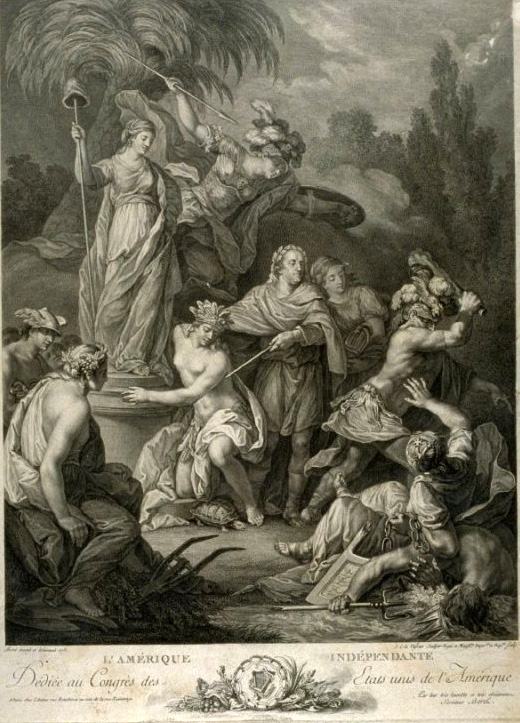
Независимая Америка. 1778
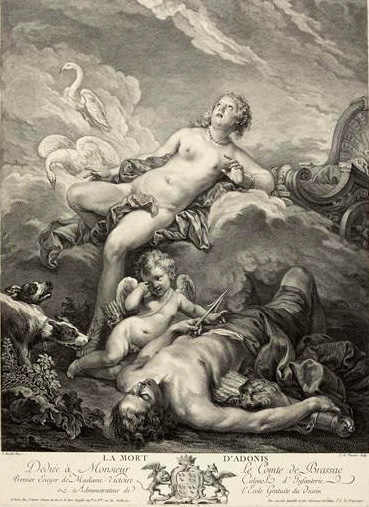
Смерть Адониса. По оригиналу Ф. Буше
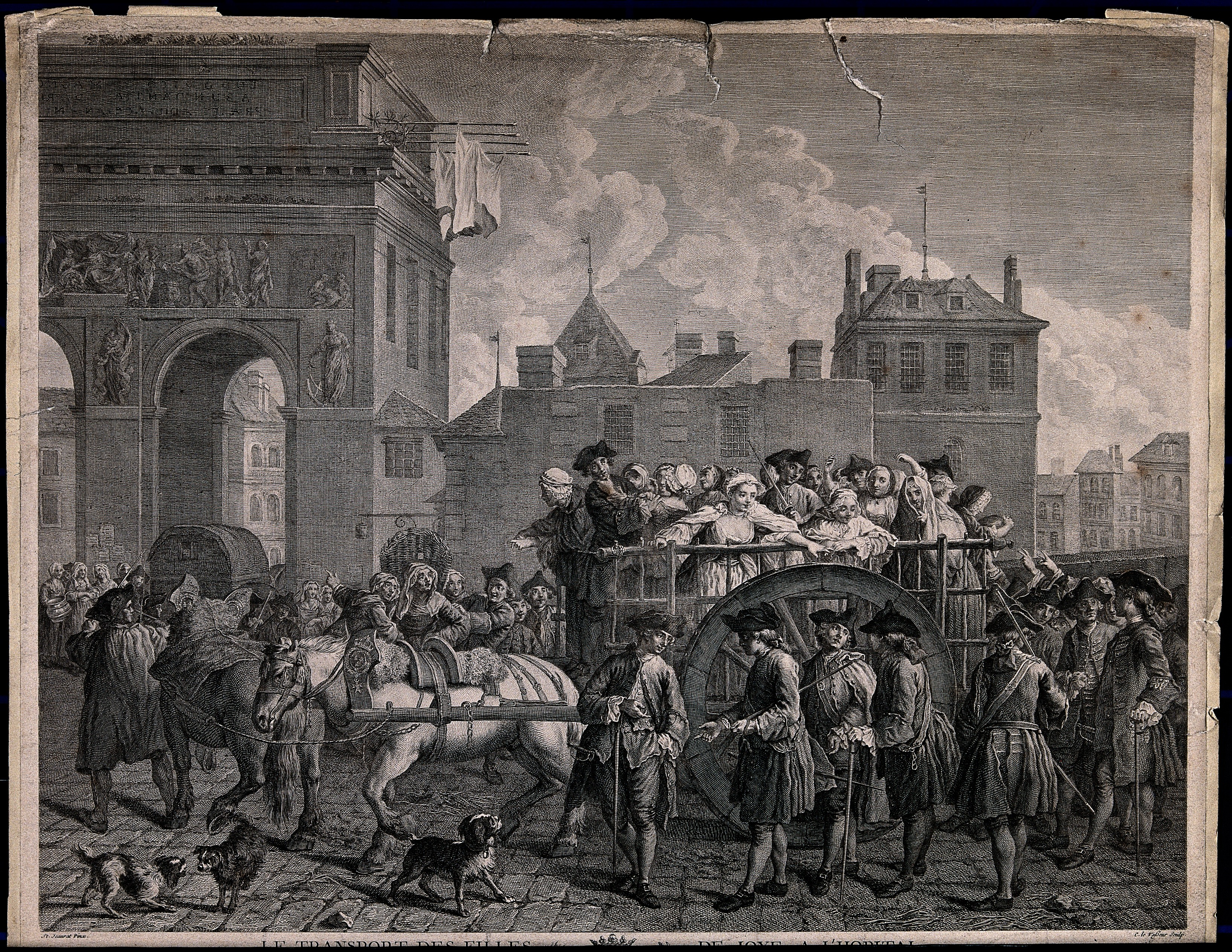
Транспортировка весёлых девиц в больницу. По картине Э. Жора
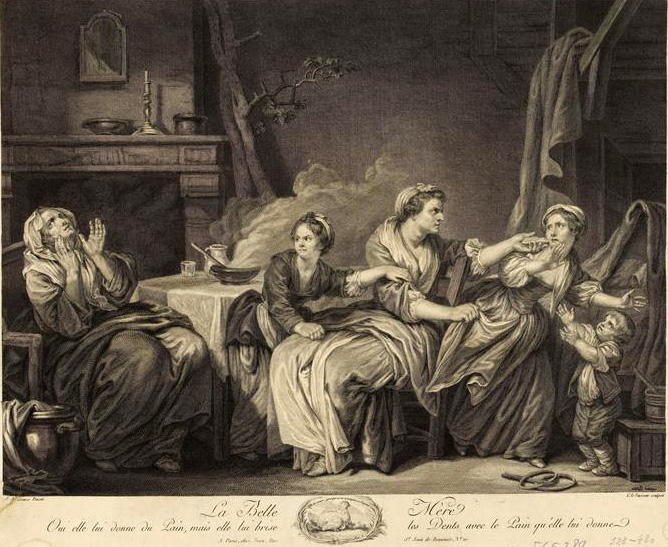
Мачеха. По оригиналу Ж.-Б. Грёза
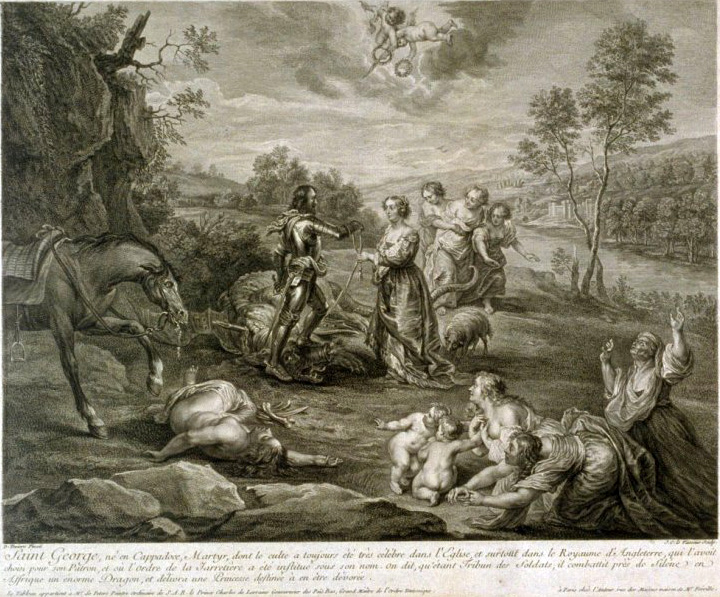
Святой Георгий. По картине Д. Тенирса Младшего